# Fun Radio
Pour les déclinaisons a l'étranger (Belgique, Antilles, Espagne, Réunion, Guyane), voir Fun Radio (homonymie).
Fun Radio est une station de radio privée française appartenant à la Société d'Exploitation Radio Chic et un réseau de radiodiffusion, constitué de la station de radio nationale et de onze antennes locales, produisant chacune leur programme spécifique lors des décrochages. Son format musical est principalement orienté électro dance. Créée en 1985, Fun Radio connaît un certain succès au début des années 1990 avec les matinales d’Arthur ou encore l'émission Lovin' Fun animée par Doc et Difool. Dans les années 2000, la radio est rattachée au groupe RTL et recentre son positionnement musical, ciblant une audience jeune tout en proposant des émissions comme Planet Arthur, Eric et Ramzy Show, Morning de Cauet ou Manu à la radio !.
Depuis le 1er octobre 2017, Fun Radio est une filiale du groupe allemand RTL Group, faisant partie du groupe M6.

## Historique

### 1985: Sécession de NRJ
Fun Radio est créée le 2 octobre 1985 dans le sud de la France sous le nom FUN par Éric Péchadre, Pierre Lattès, Jean-Baptiste Blanchemain, qui fédèrent six stations locales franchisées NRJ leur appartenant (Nancy, Grenoble, Montpellier, Bordeaux, Carcassonne et Toulouse) et une station Chic FM (Nice) dirigées par Françoise Martin, directrice d'antenne et des programmes au sein de la société Cofirad SA. Cette sécession se prépare dans le secret avec une équipe restreinte, les animateurs de ces stations n’étant mis au courant que le jour même. Idem pour la direction parisienne de NRJ.
Parmi les tout premiers animateurs de la station, il y a le DJ Didier Sinclair (jusqu’en 1991), Jean-Luc Reichmann et Julien Courbet. Bernard Montiel fait également partie des tout premiers animateurs de Fun Radio, où il anime une émission sur le cinéma.
Malgré un bon ancrage dans le sud de la France, FUN traverse des difficultés financières et se fait racheter en septembre 1987 par le groupe Hersant, qui la rebaptise Fun Radio et la fusionne avec les réseaux de Chic FM. La radio s’installe au 143 avenue Charles-de-Gaulle (Neuilly-sur-Seine) et y reste jusqu’en 1999. La plupart des animateurs de Chic FM, dont Nagui et Laurent Boyer, sont remerciés.[réf. nécessaire]

### 1988-1992: Hits et délires
En 1988, Fun Radio est le réseau musical français qui compte le plus de stations : 97 contre 56 à NRJ, 50 à Kiss FM, 38 à MAXXIMUM, 16 à Skyrock et 7 à Hit FM. La programmation musicale de Fun Radio est alors orientée autour des hits du moment (premiers tests musicaux par Tél.) avec le 6 Tops d’un Block. La nomination de Benoît Sillard à la direction de la radio en 1989 va permettre à Fun Radio de trouver son style.
En 1991, alors qu’il tient l’antenne sur Skyrock, Arthur est débauché par Fun Radio. L’audience de la matinale augmente et la station affiche 5 % d’audience cumulée avec des jeux et des délires originaux et impertinents sur un grand réseau, l'« Orgasmotron ». Fun devance alors sur cette tranche horaire les autres radios qui visent aussi le jeune public. En 1992, Arthur quitte Fun Radio pour Europe 1.

### 1992-1996: Rock et provoc
En octobre 1992, face au succès de Bonsoir la Planète sur Skyrock, Benoît Sillard met à l’antenne l’émission Lovin' Fun animée par Le Doc, Christian Spitz, pédiatre, et Difool. Fun Radio devient la radio la plus écoutée après 20 h avec cette émission de libre antenne et de prévention sur l’amour et la sexualité destinée aux adolescents et jeunes adultes,.
En 1993, la C.L.T. - Compagnie Luxembourgeoise de Télédiffusion - (groupe RTL) entre à hauteur de 30 % dans le capital de Fun Radio. La radio adopte une programmation musicale majoritairement rock-grunge et les émissions de libre antenne occupent la majorité des tranches horaires. Au printemps 1994, Fun Radio bat ses records historiques d'audience avec 8,7 points d'audience contre 10 pour NRJ, grâce à Lovin'Fun et à la polémique née autour de cette émission, le CSA ayant rappelé plusieurs fois à l'ordre la station à la suite de questions déontologiques et de propos crus. De plus, la station double son chiffre d'affaires.
En janvier 1995, Cauet, aux commandes de la matinale, fait une mauvaise blague à propos des camps de concentration, comparés à des clubs de vacances, ce qui conduira Fun Radio à le licencier. De cet épisode naîtra une inimitié avec Arthur.

### 1996-2000: Rapprochement de RTL
En janvier 1999, Fun radio connaît de nouveaux bouleversements. Le logo change pour la deuxième fois en 6 mois, la station déménage pour s’installer dans les locaux de RTL, rue Bayard à Paris. Le format change à nouveau pour devenir Groove’n’dance. Au cours du même mois, Partyfun est lancée; émission à base de musique dance mixée. Six mois plus tard, l’audience remonte spectaculairement avec 6,6 % d'audience cumulée, battant même Skyrock, Europe 2 et Chérie FM. L'audience continue de progresser et de battre des records jusqu'en 2002. Cette année-là, M6 cède les 10 % du capital qu'il possède à RTL Group (ex CLT-UFA), qui devient actionnaire à 100 % de Fun Radio.

### 2000-2007: Planet Arthur/Cauet
En janvier 2000, Axel Duroux quitte le Groupe RTL pour prendre la direction d’Endemol France. Il est remplacé par le PDG de RTL, Stéphane Duhamel, qui sera remplacé la même année par Robin Leproux. En septembre 2000, Arthur revient sur Fun Radio pour animer l'émission Planet Arthur avec Manu Levy et Myriam Callas. En 2002, la radio lance le format Des hits et du Fun et bat alors son deuxième record historique d'audience avec 8,1 % d'audience cumulée. En 2004, Sébastien Cauet est annoncé sur Fun Radio pour animer le morning, ce qui provoque un conflit médiatico-judiciaire avec l’animateur Arthur qui quitte la station.
En juin 2005, la radio adopte un format Hit Rythmique composé de musique électronique et de R&B. Le slogan de Fun Radio devient « Soul & Dance ». Max, animateur emblématique de la station depuis 12 ans, quitte l’antenne le 23 décembre 2005 et est remplacé par Sophie Gaillard. Sam Zniber quitte la direction de Fun Radio et RTL2 à la fin de l’année 2006. Il est remplacé par Jérôme Fouqueray.

### 2007-2014: Le son Dancefloor
Fin 2007, la station change de logo et de slogan le son dancefloor, avec un positionnement musical qui évolue : « nous avons décidé de nous spécialiser dans l'electronic dance music » précise Sébastien Joseph, directeur des programmes. Deux nouveautés font également leur apparition :Fun list animée le soir par Dario ou l'Eurodance 25 chaque dimanche de 19 h à 21 h. En juin 2008, Sébastien Cauet quitte la station pour rejoindre Virgin Radio. Manu Levy lui succède avec succès avec l'émission Manu à la radio !. La station lutte désormais avec Skyrock pour la place de deuxième radio musicale de France. Cette même année, Fun Radio devient 1re radio musicale dans 20 villes de France (Lyon, Bordeaux, Toulouse, Nancy, Tours, Caen… - sondage Médialocales juillet 2011-).
En mai 2011, Manu Levy quitte Fun Radio pour être remplacé, la saison suivante, par Bruno Guillon avec l'émission Bruno dans la radio de 6 h à 9 h.
Le 19 août 2013, l’émission mythique Lovin' Fun est relancée et animée par Karima Charni, Karel et Christian Spitz. Lovin'Fun est suivie d'une nouvelle émission de libre antenne animée par MiKL en semaine, #MiKL NO LIMIT. Le 19 novembre 2013, Fun Radio redevient 2e radio musicale de France avec 3 513 000 auditeurs/jour, devancée par NRJ mais devant Skyrock (position confirmée lors du sondage suivant, où l'émission matinale Bruno dans la radio établit un record).

### Depuis 2014: Ibiza Experience, rachat par M6
Le 1er septembre 2014 Jérôme Fouqueray, jusqu'alors directeur général des stations Fun Radio et RTL2, devient directeur général de la chaîne W9. Il est remplacé par Tristan Jurgensen, par ailleurs directeur de RTL Net, la filiale numérique du pôle radio RTL. Tristan Jurgensen imprègne Fun Radio de la festivité d’Ibiza en y délocalisant certaines de ses émissions et en faisant venir des DJs d’Ibiza à Paris pour la soirée Fun Radio Ibiza Experience à l'AccorHotels Arena.
En décembre 2016, le groupe M6 annonce le rachat de 100 % du pôle radios françaises de RTL Group, ce qui inclut Fun Radio, pour 216 millions d’euros, ce qui est effectif au 1er octobre 2017. L'objectif de l'acquéreur est de faire converger les activités TV et radio.
En octobre 2017, Fun Radio est mise en demeure par le CSA du fait du non-respect, entre décembre 2016 et février 2017, des taux de diffusion de chanson d'expression française.

### Depuis 2021
Depuis, le 23 août 2021, Fun radio amorce de nouveaux changements pour la saison radiophonique 2021/2022, avec des contenus inédits, de nouveaux animateurs, un habillage sonore différent, une nouvelle orientation musicale (électro et latino) et une identité graphique et slogan qui fait peau neuve. Fun Radio garde ses rendez-vous emblématiques avec Bruno dans la radio renommée en Bruno sur Fun Radio, Le Vacher Time, Le Studio Fun Radio, Le Before. Mais des nouveautés sont au programme avec Cartman sur Fun Radio, What's Fun (Camille Cerf et Mikka), La story des Marseillais (Paga et Bebew (Les Marseillais)).
En janvier 2023, la station de radio est condamnée à une amende de 10,3 millions d'euros par le tribunal de commerce de Paris, pour concurrence déloyale. Pendant la saison 2015-2016, l'animateur Bruno Guillon incitait ses auditeurs à répondre écouter systématiquement Fun Radio sur tous les créneaux horaires s'ils sont appelés par Médiamétrie pour les sondages d'audience.

## Identité de la station

### Siège
Le 11 décembre 2017, Fun Radio quitte ses studios de la rue Bayard à Paris et s'installe à Neuilly-sur-Seine.

### Informations financières
La société d'exploitation Radio Chic (Fun Radio) en 2018, emploie 51 collaborateurs, réalise un chiffre d'affaires de 26 441 400 € et dégage un résultat net de 2 253 600 €.

### Identité graphique

Logo de Fun Radio du 2 octobre 1985 à 1990.
Logo de Fun Radio de 1990 à septembre 1997.
Logo de Fun Radio de septembre 1997 à septembre 1998.
Logo de Fun Radio de septembre à décembre 1998.
Logo de Fun Radio de janvier 1999 à septembre 2005.
Logo de Fun Radio de septembre 2005 à septembre 2007.
Logo de Fun Radio de septembre à décembre 2007.
Logo de Fun Radio de janvier 2008 à août 2020.
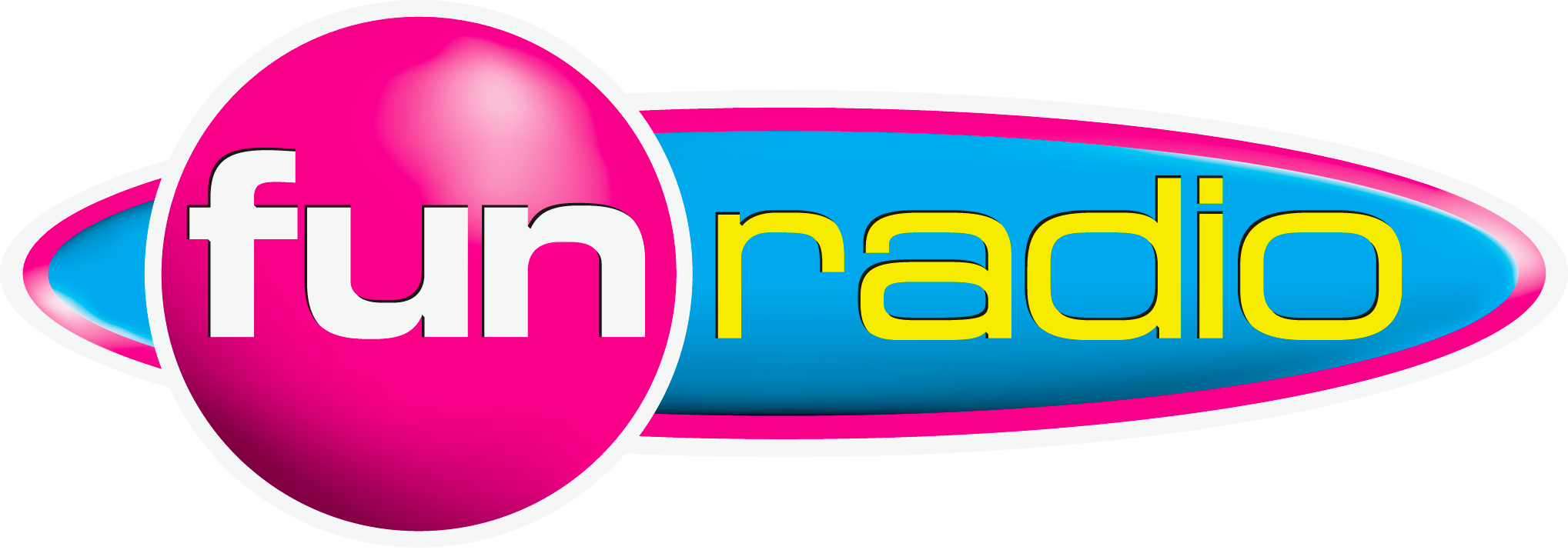
Logo de Fun Radio d'août 2020 au 23 août 2021.
Logo de Fun Radio depuis le 23 août 2021.

Le 23 août 2021, Fun Radio change de logo ; celui-ci est habillé de lettres capitales rappelant celui des années 1990.

### Slogans
Liste des slogans de Fun Radio depuis sa création :
- 1985 : « Changez d'énergie sans changer de fréquence / Tant qu'il y aura des piles. »
- 1986 : « La radio complètement Fun »
- 1987 : « La radio sensations. »
- 1988 : « La meilleure radio. »
- 1990 : « La radio fun c'est Fun Radio. »
- 1992 : « Toujours et encore plus fort. »
- 1994 : « Ouvrons-la ! »
- 1996 : « Le meilleur mix. »
- 1997 : « La radio d'une génération »
- 1998 : « Pour le Fun et pour les tubes. »
- 1999 : « Groove + dance = Fun. / Fun Radio donne le tempo. »
- 2001 : « La première radio Groove & Dance. »
- Août 2002 : « Des Hits & du Fun. »
- 2004 : « RnB, Dance »
- Août 2005 : « Soul & Dance. »
- Décembre 2007 à août 2020 : « Le Son Dancefloor »
- Août 2020 à septembre 2024 : « Enjoy The Music »[28]
- Depuis septembre 2024 : « Enjoy Dance Music »

### Stations locales
Fun Radio dispose de 11 stations locales dans toute la France. Elles décrochent du national pour diffuser des flashs d'information pendant la matinale ainsi que l'après-midi entre 12h et 16h.
- Fun Radio Atlantique
- Fun Radio Belfort-Montbéliard
- Fun Radio Bourgogne
- Fun Radio Corse (franchisée)
- Fun Radio Côte d'Azur
- Fun Radio Dunkerque
- Fun Radio Lorraine (franchisée)
- Fun Radio Méditerranée
- Fun Radio Midi-Pyrénées
- Fun Radio Nîmes
- Fun Radio Provence

Les locales situées dans la moitié nord du pays (sauf Fun Radio Lorraine) sont édités par la SARL Société privée de radiodiffusion Gibus Bourgogne (SPRGB), celles dans la moitié sud sont édités par la SARL Canal Star.
Certaines stations locales cohabitent avec celles de RTL2, l’autre station musicale du groupe M6.
En juillet 2020, la locale Fun Radio Hautes-Pyrénées cesse ses émissions et laisse la place au programme national.
Le 23 décembre 2022, Fun Radio est autorisée par l'Arcom à basculer sa fréquence d'Arnay-le-Duc (107.3 FM) du programme Fun Radio Bourgogne au programme national.

## Personnalités de la station

### Historique de la direction générale
- 2007 à 2014 : Jerome Fouqueray
- 2014 à aujourd'hui : Tristan Jurgensen

### Animateurs et animatrices
- En 1985, Didier Sinclair, Jean-Luc Reichmann, Julien Courbet et Bernard Montiel font partie des tout premiers animateurs de Fun Radio[31].
- En 1991, alors qu'il tient l'antenne sur Skyrock, Arthur est débauché par Fun Radio[32].
- En 1992, Arthur quitte Fun Radio pour Europe 1[1].
- En janvier 1995, Cauet, aux commandes de la matinale, est licencié par la station à la suite d'une mauvaise blague[6].
- À la rentrée 1996, Éric et Ramzy font leur apparition sur Fun Radio[33].
- Fin 1996, Gérard de Suresnes, au départ simple auditeur découvert par Max, obtient sa propre émission.
- En septembre 2000, Arthur revient sur Fun Radio pour animer l'émission Planet Arthur avec Manu Levy et Myriam Callas[1].
- En 2004, Sébastien Cauet est annoncé sur Fun Radio pour animer le morning, ce qui provoque un conflit médiatico-judiciaire avec l'animateur Arthur qui quitte la station[8].
- Le 23 décembre 2005, Max, animateur emblématique de la station depuis 12 ans, quitte l'antenne et est remplacé par Sophie Gaillard[34].
- En juin 2008, Sébastien Cauet quitte la station pour rejoindre Virgin Radio[35].
- En mai 2011, Manu Levy quitte Fun Radio pour être remplacé, la saison suivante, par Bruno Guillon avec l'émission Bruno dans la radio de 6 h à 9 h[13].
- Le 16 juillet 2017, Vinz Kante rejoint Fun Radio pour cinq semaines d'émission de 20h à 22h durant les vacances de Lovin' Fun[36].
- Le 22 juin 2018, le contrat de Christian Spitz arrivant à échéance, le Doc de Fun Radio affirme vouloir continuer la radio sur une autre station[37].
- Le 30 août 2021, Cartman revient à l'antenne dans une émission quotidienne de 19h à 22h[source secondaire souhaitée].

### Anciennes émissions
Cette section ne s'appuie pas, ou pas assez, sur des sources secondaires ou tertiaires indépendantes du sujet. Le texte peut contenir des analyses inexactes ou inédites de sources primaires.
Pour l'améliorer, ajoutez-en, ou placez des modèles {{Source secondaire souhaitée}} ou {{Source secondaire nécessaire}} sur les passages mal sourcés. (août 2024)
- 1992-1998 : Lovin' Fun, animée par Christian Spitz « Le Doc » et Difool puis Jessyca Falour, Arnold et Miguel Derennes
- 1996-2001 : Le Star System animé par Max

- 1996-2002 : Les Débats de Gérard
- 1996-1997 : Éric et Ramzy Show
- 2000-2004 : Planet Arthur
- 2004-2008 : Le Morning de Cauet
- 2008-2011 : Manu à la radio
- 2008-2013 : la Libre antenne animée par Karel, Sandra, Jeff et Tony
- 2013-2015 : Mikl No Limit animé par MIKL
- 2015-2019 : Marion & Anne-So, Le Night Show
- 2019-2020 : Marion & les Garçons animée par Marion, Pablo, Flo, Thibault Caubel et Amir
- 2013-2021 : Lovin' Fun animée par Karel, Alice et Doc Pavageau
- 2019-2022 : Le Vacher Time animé par Vacher, Anne-So, Niko et Lul
- 2021-2022 : La Story des Marseillais animée par Alice, Paga & Bebew.
- 2021-2024 : Cartman sur Fun Radio animée par Cartman, Marion, Guguette, et Flo

## Programmation

### Musique
La musique représente 66,2 % du programme diffusé sur Fun Radio sur la tranche 6 h 30 - 22 h 30 (44,3 % sur la tranche 6 h - 9 h). Les chansons dancefloor ou latino de nos jours, sont privilégiées.
À partir de septembre 2015, Fun Radio consacre 2 heures de titres mixés par des DJs (à 19h et minuit) qui encadrent 2 libre antennes : le 20 h-22 h occupé par Lovin'Fun, et le 22 h-minuit confié aux animatrices Marion & Anne-So pour attirer les audiences masculine et féminine.
Contrairement à la stratégie utilisée par NRJ depuis son origine, les rotations sont très longues. Ainsi, selon le rapport 2018 de l'Observatoire de la musique, Fun Radio fait partie des radios pop/électro qui diffusent le plus de titres différents.
Toujours en 2018, 306 nouveaux titres ont été intégrés à la « playlist » de Fun Radio, représentant 3,2 % du total des titres, mais 58,4 % de la diffusion. 52,6 % des titres dépendent des majors du disque.

### Festivals de musique électronique
- Tout au long de l'année, plusieurs festivals de musique électronique sont retransmis tel que Tomorrowland dans sa version classique située en Belgique et dans sa version "winter" depuis l'Alpes d'Huez mais aussi Electrobeach Music Festival, Amsterdam Dance Event ou bien Ultra Music Festival[39]

### Événementiel
- Le 12 février 2018, toute l'antenne de Fun Radio s'est déplacée à Dunkerque pour vivre et faire vivre, du matin au soir, la 4e édition du Carnaval de Dunkerque[40].

## Diffusion

### FM
Fun Radio utilise la modulation de fréquence pour diffuser ses programmes, en stéréo, dans toute la France, à l'exception de certains départements.
Le réseau de radiodiffusion Fun Radio dispose de onze antennes locales, lesquelles permettent à la station de spécifier la programmation, lors des décrochages entre midi et 16 heures. Sur chacune de ces antennes locales, il y a un animateur spécifique ainsi que des publicités spécifiques ou des chroniques effectuées par un journaliste local.

### Internet
À la rentrée 1996, Fun Radio lance son site internet. En 2002, la station lance Fun MP3, une webradio aujourd’hui disparue.
Un nouveau site internet Funradio.fr est lancé début novembre 2012. En juin 2015, Fun Radio redéfinit la formule de son site internet avec un accès aux lives, aux événements de la radio, aux sélections musicales ainsi qu’aux archives récentes des émissions. Le site se centralise sur la vidéo et les buzz du moment. Sur novembre 2015, Médiamétrie Netratings publie une progression de 50 % du trafic. Le même mois est lancé Fun Radio eXtended, une découpe du site en 5 thématiques principales.

### Presse et télévision
Au début des années 1990, sur proposition d'Éric Péchadre, Robert Hersant lance une déclinaison magazine de Fun Radio avec Maxi Fun.
Le 22 février 1997, Fun Radio lance sa chaîne de télévision Fun TV sur le câble et le satellite avec un concept de radio filmée, concept qui sera abandonné moins d’un an plus tard, au profit notamment de M6 Music (W9) et ses déclinaisons M6 Music Club, etc. En 1999, Fun Radio revend à M6 les 50 % de Fun TV, que la station détient encore alors.

## Concerts et manifestations

### Starfloor
En septembre 2009, Fun Radio lance la première édition de son événement musical, Starfloor, à Paris-Bercy, concert diffusé également sur la chaîne W9. La tête d'affiche est Shakira. Une deuxième édition de Starfloor est organisé le 30 octobre 2010 avec Kylie Minogue et Kelly Rowland comme têtes d'affiche. La 4e édition de l'événement Starfloor est organisée le 20 octobre 2012, avec Far East Movement et Martin Solveig en têtes d'affiche, toujours en association avec la chaîne W9 qui rediffuse l'événement. La 5e édition de l'événement Starfloor se déroule le 23 novembre 2013 à Paris-Bercy, avec Carly Rae Jepsen et LMFAO en tête d'affiche.
Entre 2009 et 2013, Fun Radio a organisé chaque année à Paris-Bercy un grand événement dance, Starfloor, rediffusé sur la chaîne W9 :
- 1re édition (septembre 2009 ) : Shakira en tête d’affiche[43]
- 2e édition (30 octobre 2010) : Kylie Minogue et Kelly Rowland en tête d’affiche[44]
- 3e édition (26 novembre 2011) : Flo Rida, Taio Cruz, Inna, Martin Solveig, et David Guetta en tête d’affiche[45]
- 4e édition (20 octobre 2012) : Far East Movement et Martin Solveig en têtes d'affiche [46]
- 5e édition (23 novembre 2013) : Carly Rae Jepsen et LMFAO en tête d'affiche.

### Fun Radio Ibiza Experience
Depuis 2016, Fun Radio organise chaque année à l’AccorHotels Arena un grand concert d'électro, Fun Radio Ibiza Experience, rediffusé parfois sur la chaîne W9.

### Fun Radio DJ Awards
Depuis 2013, Fun Radio organise chaque année les Fun Radio DJ Awards qui récompensent les meilleurs DJ internationaux et nationaux de l’année :
- 1re et 2e éditions (6 avril 2014) : Madrid[47]
- 3e édition (6 mai 2015) : Bruxelles[48]
- 4e édition (19-23 octobre 2016), 5e édition (18-23 octobre 2017) et 6e édition (18-20 octobre 2018) : Amsterdam, pendant l'Amsterdam Dance Event[49]
- 7e édition (18 octobre 2019) : à Amsterdam, durant l'Amsterdam Dance Event, DJ Snake, Martin Garrix, Armin Van Buuren et Timmy Trumpet sont les principaux lauréats.

### Fun Radio Christmas tour
Depuis décembre 2015, Fun Radio organise la Fun Radio Christmas tour, une semaine de Tournée dans 5 villes de France, juste avant Noël, afin que les auditeurs de Fun Radio puissent assister aux émissions de les animateurs de l’antenne : Bruno dans la Radio, Lovin’Fun, Le Night Show de Marion & Anne-So,.

### Fun Radio Live
Plusieurs fois par an, Fun Radio réunit plusieurs artistes français et internationaux qui se succèdent durant le concert gratuit. Les concerts se font sur toute la France et sont animés par les animateurs de Fun Radio

## Développement international
En 1989, Fun Radio se développe à l’étranger avec Fun Radio Roumanie et Fun Radio Pologne. Fun Radio Slovaquie est lancé en juin 1990 sur la fréquence 94.3 et devient la première radio privée du pays. Fun Radio Belgique diffuse sa première émission le 1er mai 1990, et l’arrivée d’Arthur sur le réseau français en 1991 fait exploser l’audience belge.
Fin 2011, Fun Radio se lance à La Réunion avec douze fréquences dont Saint-Denis. En 2012, le développement sur de nouveaux territoires se poursuit, avec une fréquence sur l'île de Sainte-Lucie, dans les Caraïbes anglophones. Entre juin et septembre 2012, Fun Radio finalise son implantation dans les Antilles avec des nouvelles fréquences à la Martinique (reprise de Radio Liberté) et en Guadeloupe où elle remplace Europe 3.
En 2012, Fun Radio s'associe à Loca FM pour lancer Loca Fun Radio en Espagne. Les programmes démarrent depuis Madrid avec 40 fréquences dans toute l'Espagne le 17 septembre 2012 . En avril 2013, Loca Fun Radio devient Fun Radio Espagne.
Le 24 juin 2013, Fun Radio ouvre une nouvelle fréquence à Monaco.
Le 1er janvier 2015, le contrat avec la radio espagnole Loca FM qui a été conclue en 2012 est rompu et la station redevient Loca FM, sauf pour Fun Zaragoza qui devient Radio Dance.es.

## Polémiques
En 1992, à la suite du succès de Lovin’Fun, Difool veut tenter l'aventure du Difooloir durant l'été, mais le CSA interdit l'émission.
Au mois de juin 1996, Difool, alors directeur d’antenne de la station, démissionne à la suite d'un désaccord avec Benoît Sillard. En effet, avec l’érosion de l’audience des émissions de libre-antenne, Benoît Sillard souhaite modifier le concept de la station en mettant plus de musique et en lançant Fun TV. Le refus de Fun Radio de le libérer de sa clause d'exclusivité et le fait que Difool soit une marque déposée par Fun Radio l'empêchent de reprendre l'antenne sur une radio concurrente pendant un an[réf. nécessaire].
En mai 2016, le CSA a mis en garde Fun Radio parce qu'il a constaté que les fréquences d'émission font état de dépassements de l'excursion.
Le 15 juin 2016, la station est accusée d'avoir manipulé ses mesures d'audience, passées de 6,7 points d'audience cumulée au premier trimestre 2015 à 7,5 au premier trimestre 2016. L'animateur le plus visé est Bruno Guillon, accusé d'avoir influencé les auditeurs et à fausser les études de Médiamétrie. L'institut de sondage ouvre une enquête interne à la suite de ces révélations. Médiamétrie a décidé de ne pas publier les résultats de Fun Radio dans les vagues avril-juin 2016, janvier-mars 2016 ainsi que dans les Médialocales.
Le 23 octobre 2018, la radio est au cœur d'une polémique à la suite d'une question très maladroite publiée sur Twitter dans le cadre de son émission Lovin'Fun : « Charlotte ne supporte pas que son mec lui fasse l'amour la nuit quand elle dort. Vous trouvez cela normal ? On en parle ce soir à 22h ». Rapidement supprimé, ce tweet a déclenché la colère de plusieurs internautes et a même attiré l'attention de la secrétaire d'État Marlène Schiappa, qui affirme que la station évoque bien un viol. La polémique prenant beaucoup d'ampleur, Fun Radio a clarifié la situation et s'est expliquée sur le réseau social.